# Blattella cavernicola
Blattella cavernicola är en kackerlacksart som först beskrevs av Robert Walter Campbell Shelford 1907.  Blattella cavernicola ingår i släktet Blattella och familjen småkackerlackor. Inga underarter finns listade.